# Petr Garabík
Petr Garabík, né le 1er janvier 1970 à Jeseník, est un biathlète tchèque.

## Biographie
Il démarre en Coupe du monde en 1988 et obtient son premier et unique podium individuel en 1994 en terminant deuxième du sprint de Ruhpolding. 
Son autre succès majeur est sa médaille d'argent à la course par équipes aux Championnats du monde 1995, avec Roman Dostál, Jiří Holubec et Ivan Masařík
Il compte aussi trois participations aux Jeux olympiques en 1994, 1998 et 2002.
Il est marié avec une autre biathlète tchèque Magda Rezlerová.

## Palmarès

### Jeux olympiques d'hiver
| Épreuve / Édition      | Individuel | Sprint | Poursuite                        | Départ en masse                  | Relais |
| ---------------------- | ---------- | ------ | -------------------------------- | -------------------------------- | ------ |
| JO 1994 Lillehammer    | 11e        | 21e    | Épreuve inexistante à cette date | Épreuve inexistante à cette date | 12e    |
| JO 1998 Nagano         | 56e        | 53e    | Épreuve inexistante à cette date | Épreuve inexistante à cette date | 14e    |
| JO 2002 Salt Lake City | 25e        | 47e    | DNS                              | Épreuve inexistante à cette date | 5e     |

### Championnats du monde
- Médaille d'argent à la course par équipes aux Championnats du monde 1995.

### Coupe du monde
- Meilleur classement général : 15e en 1994.
- 1 podium individuel : 1 deuxième place.
- 1 victoire en relais.